# Mario Engels
Mario Engels (* 22. Oktober 1993 in Troisdorf) ist ein deutscher Fußballspieler. Der Stürmer steht bei Heracles Almelo unter Vertrag.

## Karriere
Mario Engels begann seine Karriere beim SV Allner-Bödingen und spielte danach für den TuS Mondorf, bevor er 2008 zum 1. FC Köln wechselte. 2012 rückte er in den Kader der zweiten Mannschaft auf, die in der Regionalliga West spielt. Am 5. Mai 2012 kam er gegen die SV Elversberg zu seinem ersten Einsatz und erzielte am 13. Mai 2013 beim 9:0-Kantersieg gegen den MSV Duisburg II seinen ersten Treffer.
Zur Saison 2014/15 wechselte Engels zum Zweitligisten FSV Frankfurt und kam am 8. August 2014 zu seinem Debüt gegen den Karlsruher SC. Am 30. November 2014 erzielte er beim TSV 1860 München sein erstes Tor zum 2:0-Endstand. Nach der Spielzeit 2015/16 stieg er mit dem Verein in die 3. Liga ab und verließ den Verein. Mitte August 2016 schloss sich Engels dem polnischen Erstligisten Śląsk Wrocław an. Im Juli 2017 wechselte er zu Roda Kerkrade und stieg mit dem Verein am Saisonende in die zweitklassige Eerste Divisie ab. In der Zweitklassigkeit entwickelte sich der Deutsche zum treffsichersten Torschützen seines Teams und landete mit 24 Treffern auf Rang 2 der Torjägerliste, der Wiederaufstieg gelang jedoch nicht. Dies ließ den Zweitligisten SV Sandhausen auf ihn aufmerksam werden, welcher ihn zur Saison 2019/20 verpflichtete und mit einem Zweijahresvertrag ausstattete.
Anfang Oktober 2020 wechselte Engels zurück in die Eredivisie zu Sparta Rotterdam. Hier stand er bis Anfang Januar 2023 unter Vertrag. Für Sparta bestritt er 66 Ligaspiele.
Am 9. Januar 2023 zog es ihn nach Asien, wo er in Japan einen Vertrag beim Zweitligisten Tokyo Verdy unterschrieb. Nach einem halben Jahr und 14 Ligaspielen ging er im Sommer 2023 wieder nach Europa, wo er in den Niederlanden einen Vertrag beim Erstligisten Heracles Almelo unterschrieb.

## Familie
Engels ist der Sohn des ehemaligen deutschen Nationalspielers Stephan Engels. Sein Cousin ist der Fußballspieler Lucas Musculus.